# CCC Development Team
CCC Development Team (código UCI: CDT) fue un equipo ciclista profesional polaco que compitió en las categorías Profesional Continental y Continental.

## Historia
Los inicios del equipo se remontan al año 2000, cuando la empresa de calzado CCC, junto a Mat y Ceresit deciden patrocinar un equipo ciclista. El primer director del equipo fue el medallista olímpico de plata en Seúl 1988, Andrzej Sypytkowski y el equipo logró la victoria en el Tour de Polonia 2 años consecutivos a través de Piotr Przydział (2000) y Ondřej Sosenka (2001). En 2002 la cadena de televisión Polsat también comenzó con el patrocinio por lo cual el equipo cambió de nombre. 
Durante esos años en las filas del equipo corrieron muchos ciclistas polacos destacados (Cesary Zamana, Sbigniew Piatek, Radoslaw Romanik, Tomasz Brozyna, Dariusz Baranowski) y extranjeros bien conocidos (Ondřej Sosenka, Andrei Teteriouk, Pavel Tonkov).
En 2003 ascendió a la 1ª División de equipos y participó del Giro de Italia, culminado el equipo en 8ª posición y su mejor corredor fue Dariusz Baranowski en la 12.ª.
Luego de descender a la 3ª División, en 2005 el equipo suspendió las actividades para retomarlas en 2006 ya con el nuevo sistema de clasificación de la UCI y siendo equipo continental. El gobierno de la ciudad de Polkowice entra como patrocinante para la temporada 2007.
Para la temporada 2010 ascendió a la categoría Profesional Continental, aunque no participó de ninguna carrera del UCI World Calendar, al no poseer "Wild Card" por no adherirse al pasaporte biológico. A partir de 2011 con la desaparición de las "Wild Cards", el equipo tuvo acceso a las carreras de máxima categoría disputando 3 de ellas, la Volta a Cataluña, el Tour de Polonia y la Vattenfall Cyclassics, sin resultados relevantes.
En 2012 el equipo descendió nuevamente a la categoría continental para ascender otra vez a la Profesional Continental en 2013.
Tras la fusión de este con el BMC Racing Team el equipo regresó a la categoría Continental ejerciendo de equipo de desarrollo del de categoría UCI WorldTeam. Con la desparición de la estructura principal al término de la temporada 2020, el 2 de enero de 2021 este anunció también que no seguiría compitiendo.

## Corredor mejor clasificado en las Grandes Vueltas
| Año  | Giro de Italia              | Tour de Francia             | Vuelta a España             |
| ---- | --------------------------- | --------------------------- | --------------------------- |
| 2000 | -                           | -                           | -                           |
| 2001 | -                           | -                           | -                           |
| 2002 | -                           | -                           | -                           |
| 2003 | 12.º Dariusz Baranowski     | -                           | -                           |
| 2004 | -                           | -                           | -                           |
| 2005 | No es un equipo profesional | No es un equipo profesional | No es un equipo profesional |
| 2006 | -                           | -                           | -                           |
| 2007 | -                           | -                           | -                           |
| 2008 | -                           | -                           | -                           |
| 2009 | -                           | -                           | -                           |
| 2010 | -                           | -                           | -                           |
| 2011 | -                           | -                           | -                           |
| 2012 | -                           | -                           | -                           |
| 2013 | -                           | -                           | -                           |
| 2014 | -                           | -                           | -                           |
| 2015 | 45.º Sylwester Szmyd        | -                           | -                           |
| 2016 | -                           | -                           | -                           |
| 2017 | 12.º Jan Hirt               | -                           | -                           |
| 2018 | -                           | -                           | -                           |
| 2019 | -                           | -                           | -                           |

## Clasificaciones UCI

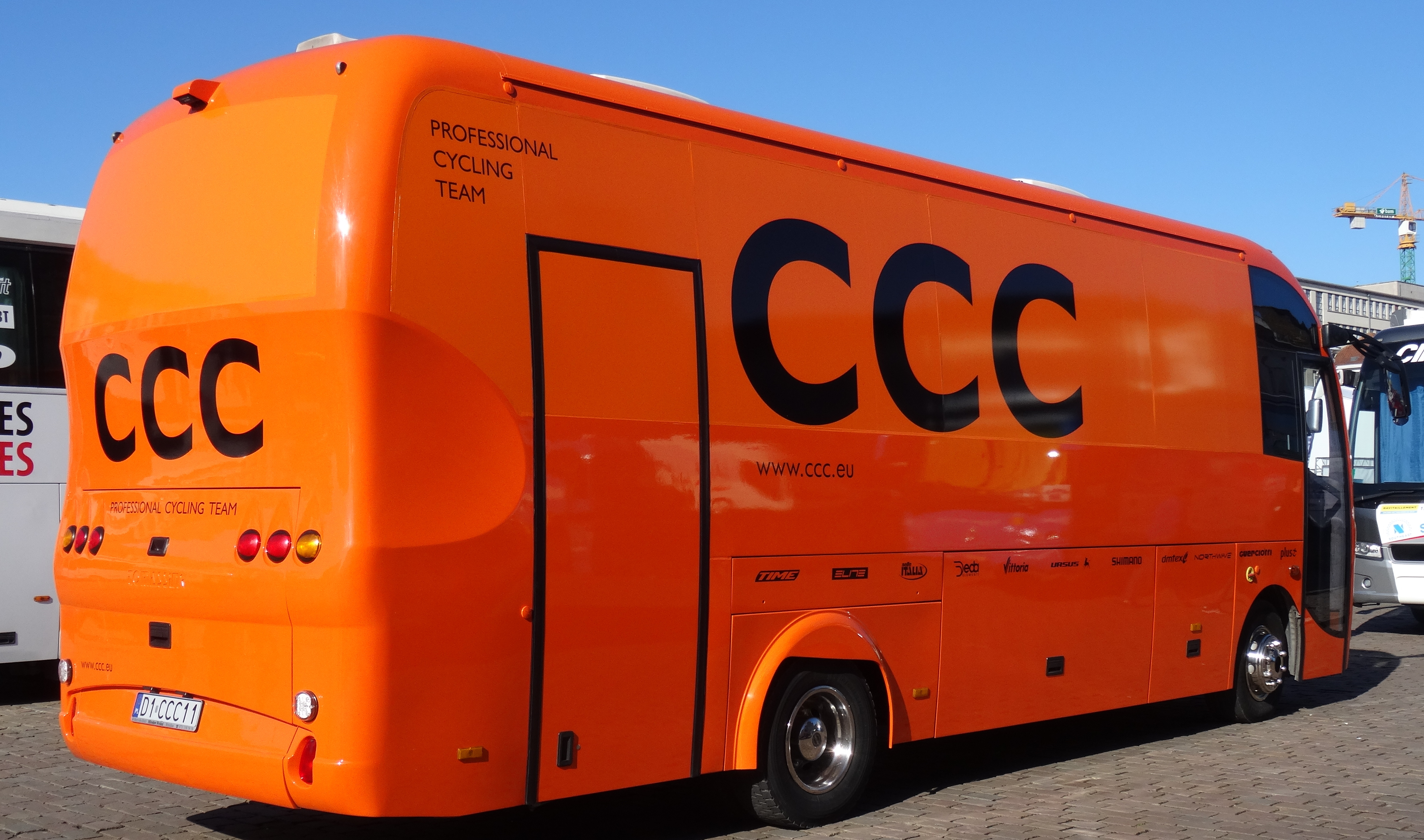
Autobús del equipo

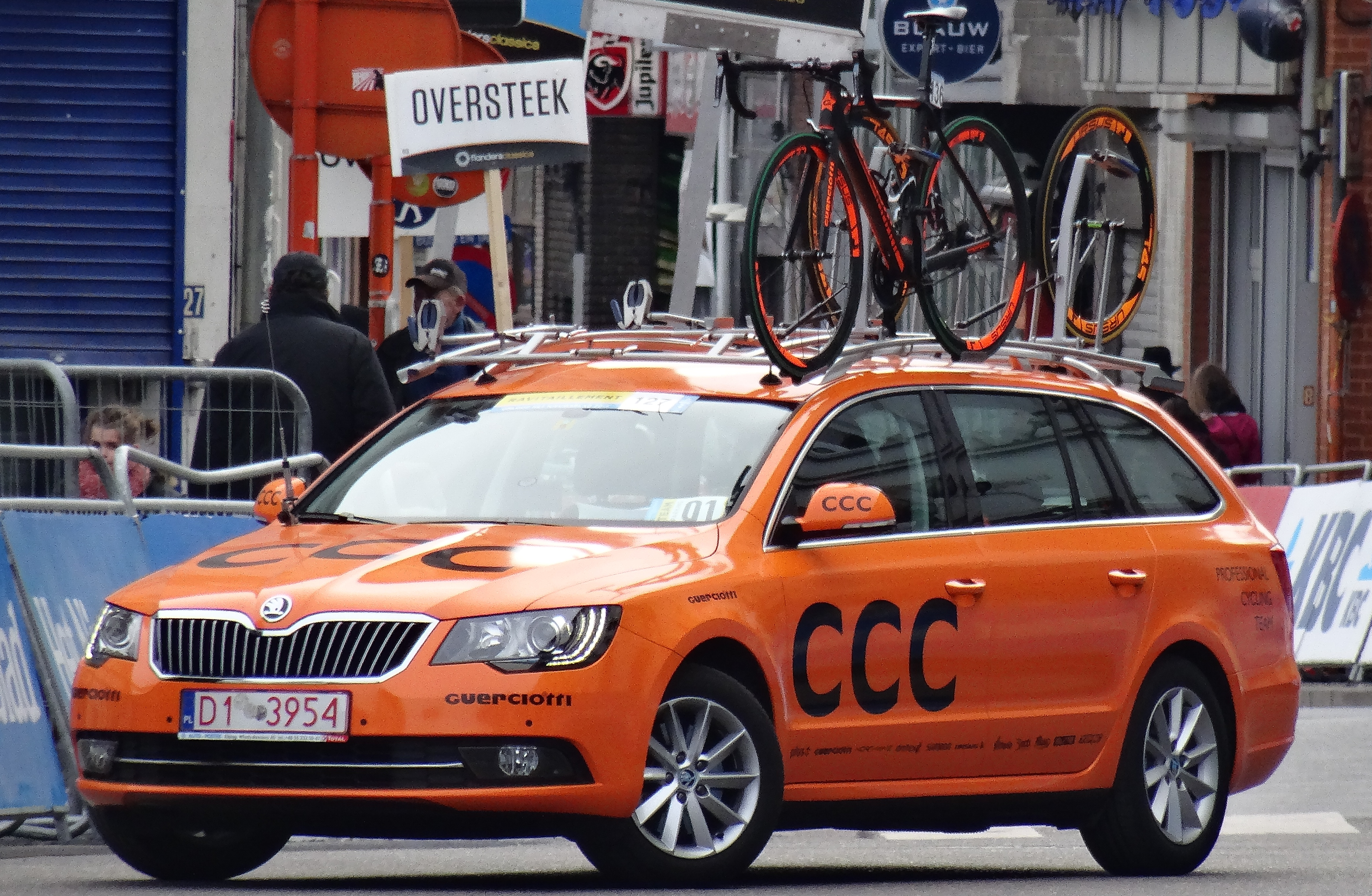
Vehículo del equipo.

La Unión Ciclista Internacional elaboraba el Ranking UCI de clasificación de los ciclistas y equipos profesionales.
A partir de 1999 y hasta 2004 la UCI establecía una clasificación por equipos divididos en categorías (primera, segunda y tercera). La clasificación del equipo y de su ciclista más destacado fue la siguiente:
| Año  | Categoría | Clasificación por equipos | Mejor corredor  | Posición |
| 2000 | Segunda   | 32.º                      | Piotr Przydział | 203.º    |
| 2001 | Segunda   | 24.º                      | Ondřej Sosenka  | 126.º    |
| 2002 | Segunda   | 5.º                       | Ondřej Sosenka  | 84.º     |
| 2003 | Primera   | 29.º                      | Ondřej Sosenka  | 125.º    |
| 2004 | Tercera   | 2.º                       | Slawomir Kohut  | 146.º    |

A partir de 2005 la UCI instauró los Circuitos Continentales UCI, donde el equipo ha estado participando desde su retorno en 2006. Ha participado principalmente en las carreras del UCI Europe Tour, aunque también ha participado en el UCI Asia Tour. Las clasificaciones del equipo y de su ciclista más destacado fueron las que siguen:

### UCI Europe Tour
| Temporada | Clasificación por equipos | Mejor corredor     | Posición |
| 2005-2006 | 64.º                      | Piotr Chmielewski  | 300.º    |
| 2006-2007 | 15.º                      | Tomasz Kiendyś     | 15.º     |
| 2007-2008 | 17.º                      | Tomasz Kiendyś     | 26.º     |
| 2008-2009 | 35.º                      | Krzysztof Jeżowski | 78.º     |
| 2009-2010 | 29.º                      | Adrian Honkisz     | 98.º     |
| 2010-2011 | 16.º                      | André Schulze      | 36.º     |
| 2011-2012 | 23.º                      | Marek Rutkiewicz   | 25.º     |
| 2012-2013 | 8.º                       | Davide Rebellin    | 3.º      |
| 2013-2014 | 7.º                       | Davide Rebellin    | 3.º      |
| 2015      | 8.º                       | Davide Rebellin    | 9.º      |
| 2016      | 16.º                      | Davide Rebellin    | 158.º    |
| 2017      | 10.º                      | Maciej Paterski    | 94.º     |
| 2018      | 6.º                       | Jan Tratnik        | 19.º     |
| 2019      | 19.º                      | Attila Valter      | 133.º    |

### UCI Asia Tour
| Temporada | Clasificación por equipos | Mejor corredor        | Posición |
| 2007-2008 | 38.º                      | Marek Wesoły          | 116.º    |
| 2008-2009 | 23.º                      | Krzysztof Jeżowski    | 38.º     |
| 2009-2010 | 45.º                      | Tomasz Smoleń         | 180.º    |
| 2010-2011 | 8.º                       | Mateusz Taciak        | 32.º     |
| 2011-2012 | 52.º                      | Sylwester Janiszewski | 191.º    |
| 2013-2014 | 49.º                      | Adrian Honkisz        | 168.º    |
| 2015      | 44.º                      | Grzegorz Stępniak     | 156.º    |
| 2016      | 40.º                      | Davide Rebellin       | 110.º    |
| 2017      | 74.º                      | Simone Ponzi          | 352.º    |
| 2018      | 34.º                      | Łukasz Owsian         | 33.º     |

### UCI America Tour
| Temporada | Clasificación por equipos | Mejor corredor      | Posición |
| 2012-2013 | 37.º                      | Bartłomiej Matysiak | 309.º    |

### UCI Africa Tour
| Temporada | Clasificación por equipos | Mejor corredor     | Posición |
| 2008-2009 | 6.º                       | Krzysztof Jeżowski | 24.º     |

## Palmarés
Para años anteriores véase:Palmarés del CCC Development Team

### Palmarés 2020

#### Circuitos Continentales UCI
| Fechas           | Circuito             | Carreras                                                               | Ganador               |
| 6 de septiembre  | UCI Europe Tour 2020 | 4.ª etapa del Bałtyk-Karkonosze Tour                                   | Stanisław Aniołkowski |
| 6 de septiembre  | UCI Europe Tour 2020 | Bałtyk-Karkonosze Tour                                                 | Stanisław Aniołkowski |
| 11 de septiembre | UCI Europe Tour 2020 | 3.ª etapa de la Carrera de la Solidaridad y de los Campeones Olímpicos | Stanisław Aniołkowski |
| 12 de septiembre | UCI Europe Tour 2020 | Carrera de la Solidaridad y de los Campeones Olímpicos                 | Stanisław Aniołkowski |
| 18 de septiembre | UCI Europe Tour 2020 | 1.ª etapa del Tour de Malopolska                                       | Stanisław Aniołkowski |
| 9 de octubre     | UCI Europe Tour 2020 | 2.ª etapa del Giro del Friuli Venezia Giulia                           | Szymon Krawczyk       |
| 10 de octubre    | UCI Europe Tour 2020 | Visegrad 4 Bicycle Race-GP Slovakia                                    | Stanisław Aniołkowski |

#### Campeonatos nacionales
| Fechas       | Carreras                      | Ganador               |
| 23 de agosto | Campeonato de Polonia en Ruta | Stanisław Aniołkowski |

## Plantilla
Para años anteriores, véase Plantillas del CCC Development Team

### Plantilla 2020
| Nombre                | Nacimiento | Nacionalidad    | Equipo 2019          |
| Stanisław Aniołkowski | 20/01/1997 | Polonia         | CCC Development Team |
| Michał Gałka          | 19/04/2001 | Polonia         | Neoprofesional       |
| Dominik Gorak         | 12/10/2001 | Polonia         | Neoprofesional       |
| Michał Jaskot         | 26/05/2001 | Polonia         | Neoprofesional       |
| Petr Kelemen          | 18/11/2000 | República Checa | Neoprofesional       |
| Szymon Krawczyk       | 08/08/1998 | Polonia         | Voster ATS Team      |
| Savva Novikov         | 27/07/1999 | Rusia           | Lokosphinx           |
| Damian Papierski      | 26/01/2000 | Polonia         | CCC Development Team |
| Piotr Pekala          | 04/08/1998 | Polonia         | CCC Development Team |
| Szymon Tracz          | 12/11/1998 | Polonia         | CCC Development Team |
| Kacper Walkowiak      | 05/01/2000 | Polonia         | CCC Development Team |
| Karol Wawrzyniak      | 19/04/2000 | Polonia         | CCC Development Team |

1. ↑  Desde el 21 de febrero.